# Француска на Европском првенству у атлетици у дворани 1973.
Француска је учествовала на 4. Европском првенству у дворани 1973. одржаном у Ротердаму, (Холандија), 10. и 11. марта.  У четвртом учешћу на европским првенствима у дворани репрезентацију Француске представљало је 28 спортиста (20 м  и 8 ж) који су се такмичили у 16  дисциплине: 10 мушких и 6  женских.
Са пет освојених медаља:две златне, једна сребрна и две бронзане, Француска је у укупном пласману заузела  6. место од 16 земаља које су на овом првенству освојиле медаље, односно 24 земље учеснице.
У табели успешности (према броју и пласману такмичара који су учествовали у финалним такмичењима (првих 8 такмичара)) Француска је са 12 учесника у финалу заузела 6. место са 55 бодова, од 22 земље које су имале представнике у финалу,  односно само Данска и Исланд од земаља уучесница нису имале финалисте. 
| Плас. | Земља     | 1. место | 2. место | 3. место | 4. место | 5. место | 6. место | 7. место | 8. место | Бр. финал. - Бод |
| ----- | --------- | -------- | -------- | -------- | -------- | -------- | -------- | -------- | -------- | ---------------- |
| 6.    | Француска | 2 − 16   | 1 − 7    | 2 − 12   | 1 − 5    | −        | 4 - 12   | 1 - 2    | 1 - 1    | 12 - 55          |

## Учесници
| Бр. | Дисциплина   | Мушкарци                                 | Жене                                    | Укупно |
| --- | ------------ | ---------------------------------------- | --------------------------------------- | ------ |
| 1.  | 60 м         | Мишел Лимузен Ален Сартер Доминик Шовело | Силвијан Телије Мишел Бење              | 5      |
| 2.  | 400 м        | Патрик Салвадор Лисјен Сен-Роз           | Шантал Жувон Шантал Леклерк Никол Дикло | 5      |
| 3.  | 800 м        | Франсис Гонзалес Филип Мејер Ив Гренгоар | Колет Бесон                             | 4      |
| 4.  | 1.500 м      | Жан Луи Беноа                            |                                         | 1      |
| 5.  | 3.000 м      | Мишел Лует                               |                                         | 1      |
| 6.  | 60 м препоне | Ги Дри                                   | Жаклин Андре                            | 2      |

| Бр. | Дисциплина   | Мушкарци                                                           | Жене                                                        | Укупно   |
| --- | ------------ | ------------------------------------------------------------------ | ----------------------------------------------------------- | -------- |
| 7.  | 4 х 2 круга¹ | Лисјен Сент Роз* Патрик Салвадор* Франсис Кербириу Лионел Malingre | Колет Бесон*, Шантал Жувом*, Шантал Леклерк*, Никол Дикло * | 2 (8)*   |
| 8.  | Скок увис    | Жан Боден Филип Мартен                                             | Глорис Бонфига                                              | 3        |
| 9.  | Скок мотком  | Жан-Мишел Бело Патрик Абада Серж Лефевр                            |                                                             | 2        |
| 10. | Троскок      | Андре Рота Бернаер Ламитје                                         |                                                             | 2        |
|     | Укупно (10)  | 20 (22)*                                                           | 8 (12)*                                                     | 28 (34)* |

¹ Напомена:Пошто је кружна стаза у Ротердаму износила 180 метара, није се могло одржати такмичење штафета 4 х 400 метара јер су два круга уместо 400 метара износила 360, тако да је било немогуће измене извршити на местима које та трка по правилима ИААФ предвиђа, па је назив ове дисциплине био штафета 4 х 2 круга. Победницама се рачунају медаље, а постигнути резултати не, јер су постигнути у дисциплини која званично не постоји.
- Звездица уз име такмичара означава да је учествовао у више дисциплина
- Звездица уз број у загради означава да су у њега још једном урачунати такмичари који су учествовали у више дисциплина.

## Освајачи медаља
- Злато (2)

1. Франсис Гонзалес — 800 м, мушкарци

2.  Лисјен Сент Роз*, Патрик Салвадор*, Франсис Кербириу, Лионел Malingre  — — штафета 4 х 2 круга, мушкарци
- Сребро (1)

1.  Колет Бесон*, Шантал Жувом* , Шантал Леклерк*, Никол Дикло * — штафета 4 х 2 круга, жене
- Бронза (2)

1. Жан Мишел Бело → скок мотком, мушкарци

2. Силвијан Теллије — 60 м, жене

## Резултати

### Мушкарци
| Атлетичар                                                             | Дисциплина   | Лични рекорд | Квалификације | Квалификације | Полуфинале           | Полуфинале           | Финале               | Финале   | Детаљи |
| Атлетичар                                                             | Дисциплина   | Лични рекорд | Резултат      | Место         | Резултат             | Место                | Резултат             | Место    | Детаљи |
| --------------------------------------------------------------------- | ------------ | ------------ | ------------- | ------------- | -------------------- | -------------------- | -------------------- | -------- | ------ |
| Мишел Лимузен                                                         | 60 м         |              | 6,88          | 3. у гр. 5 КВ | 6,82                 | 5. у пф. 2           | Није се квалификовао | 15. / 33 |        |
| Ален Сартер                                                           | 60 м         |              | 6,91          | 3 у гр. 1 КВ  | 6,84 ЛРд             | 6 у пф. 1            | Није се квалификовао | 16. /33  |        |
| Доминик Шовело                                                        | 60 м         |              | 6,83 ЛРС      | 4. у гр. 2    | Није се квалификовао | Није се квалификовао | Није се квалификовао | 19. / 33 |        |
| Патрик Салвадор                                                       | 400 м        |              | 48,33         | 3. у гр. 5    | Није се квалификовао | Није се квалификовао | Није се квалификовао | 11. / 33 |        |
| Лисјен Сен-Роз                                                        | 400 м        |              | 48,80         | 4 у гр. 1     | Није се квалификовао | Није се квалификовао | Није се квалификовао | 16. /16  |        |
| Франсис Гонзалес                                                      | 800 м        | 1:50,05      | 1:49,21 ЛРд   | 1. у гр. 5 КВ |                      |                      | 1:49,17 ЛРд          |          |        |
| Филип Мејер                                                           | 800 м        |              | 1:50,13       | 5 у гр. 1     | Није се квалификовао | 16. /33              |                      |          |        |
| Ив Гренгоар                                                           | 800 м        |              | 1:51,46 ЛРд   | 5. у гр. 1    | 19. / 33             |                      |                      |          |        |
| Жан Луи Беноа                                                         | 1.500 м      |              | 3:48,98 ЛРд   | 8. у гр. 1    | 13. / 16.            |                      |                      |          |        |
| Мишел Лует                                                            | 3.000 м      |              | 8:27,41 ЛРд   | 11. у гр. 2   | 21. / 21             |                      |                      |          |        |
| Ги Дри                                                                | 60 м препоне | 7,8 рм       | 7,88          | 1. у гр. 1    | 7,83                 | 3. пф. 1             | 9,22                 | 6. / 20  |        |
| Лисјен Сент Роз*, Патрик Салвадор*, Франсис Кербириу, Лионел Malingre | 4 х 2 круга  |              |               |               |                      |                      | 2:46,00              |          |        |
| Жан Боден                                                             | скок увис    |              | 2,14 ЛРд      | 7. / 19       |                      |                      |                      |          |        |
| Филип Мартен                                                          | скок увис    |              | 1,73          | 13. / 19      |                      |                      |                      |          |        |
| Жан-Мишел Бело                                                        | скок мотком  |              | 5,30 ЛРд      |               |                      |                      |                      |          |        |
| Патрик Абада                                                          | скок мотком  |              | 5,20          | 6. / 11 (15)  |                      |                      |                      |          |        |
| Серж Лефевр                                                           | скок мотком  |              | 5,00          | 96. / 11 (15) |                      |                      |                      |          |        |
| Андре Рота                                                            | троскок      |              | 5,30 ЛРд      | 4. / 11       |                      |                      |                      |          |        |
| Бернаер Ламитје                                                       | троскок      |              | 5,20          | 8. / 11       |                      |                      |                      |          |        |

### Жене
| Атлетичарка                                                 | Дисциплина   | Лични рекорд | Квалификације | Квалификације | Полуфинале            | Полуфинале            | Финале                | Финале    | Детаљи |
| Атлетичарка                                                 | Дисциплина   | Лични рекорд | Резултат      | Место         | Резултат              | Место                 | Резултат              | Место     | Детаљи |
| ----------------------------------------------------------- | ------------ | ------------ | ------------- | ------------- | --------------------- | --------------------- | --------------------- | --------- | ------ |
| Силвијан Телије                                             | 60 м         |              | 7,39          | 1 у гр. 1 КВ  | 7,46                  | 2 у пф. 1 КВ          | 7,32 НРд .            |           |        |
| Мишел Бење                                                  | 60 м         |              | 7,65 ЛРд      | 5. у гр. 2    | Није се квалификовала | Није се квалификовала | Није се квалификовала | =18. / 26 |        |
| Шантал Жувон                                                | 400 м        |              | 2:07,56       |               | 2:02,83               | 4. у пф 2             | Није се квалификовала | 8. / 14   |        |
| Шантал Леклерк                                              | 400 м        |              | 7,65 ЛРд      | 4. у гр. 1    | Није се квалификовала | Није се квалификовала | Није се квалификовала | 10. / 14  |        |
| Никол Дикло                                                 | 400 м        |              | 55,17         | 3. у гр. 2    | Није се квалификовала | Није се квалификовала | Није се квалификовала | 11. /14   |        |
| Колет Бесон                                                 | 800 м        |              | 2:07,46       | 3. у гр. 1 КВ |                       |                       | 2:08,61               | 6. / 12.  |        |
| Жаклин Андре                                                | 60 м препоне |              | 8,48          | 3. у гр. 3    | 8,43 ЛРд              | 3. пф. 2              | 8,48                  | 6. / 18   |        |
| Колет Бесон*, Шантал Жувом*, Шантал Леклерк*, Никол Дикло * | 4 х 2 круга  |              |               |               |                       |                       | 3:11,20               |           |        |
| Глорис Бонфига                                              | скок увис    |              | 1,73          | 16. / 17      |                       |                       |                       |           |        |

## Биланс медаља Француске после 4. Европског првенства у дворани 1970—1973.
|     | ЕП     |   |   |   |    | УП |
| 1.  | 1970.  | 2 | 1 | 3 | 6  | 3  |
| 2.  | 1971.  | 0 | 1 | 0 | 1  | 10 |
| 3.  | 1972.  | 2 | 1 | 4 | 7  | 4  |
| 4.  | 1973.  | 2 | 1 | 2 | 5  | 6  |
| 1-4 | Укупно | 6 | 4 | 9 | 19 | 5. |
| --- | ------ | - | - | - | -- | -- |

|      | Атлетичар/ка     |   |   |   |   |
| ---- | ---------------- | - | - | - | - |
| 1.   | Силвијан Телије  | 1 | 2 | 2 | 5 |
| 2.   | Колет Бесон      | 1 | 1 | 2 | 4 |
| ! 3. | Никол Дикло      | 1 | 1 | 1 | 3 |
| 4.   | Ги Дри           | 1 | 0 | 1 | 2 |
| 4.   | Франсис Гонзалес | 1 | 0 | 1 | 2 |
| 4.   | Патрик Салвадор  | 1 | 0 | 1 | 2 |

## Француски освајачи медаља  после 4. Европског првенства 1970—1973.
|     | Атлетичар/ка                                                            | м  | ж | ЕП       | Дисциплина       |   |   |   |    |
| --- | ----------------------------------------------------------------------- | -- | - | -------- | ---------------- | - | - | - | -- |
| 1.  | Франсоа Траканели                                                       | м  |   | 1970.    | скок мотком      |   |   |   |    |
| 2.  | Силвијан Телије (1), Миреј Тестаније Колет Бесон (1), Никол Дикло (1)   |    | ж | 1970.    | мешовита штафета |   |   |   |    |
| 3.  | Силвијан Телије (2)                                                     |    | ж | 1970.    | 80 м             |   |   |   |    |
| 4.  | Ги Дри (1)                                                              | м  |   | 1970.    | 60 м препоне     |   |   |   |    |
| 5.  | Пјер Колнар                                                             | м  |   | 1970.    | бацање кугле     |   |   |   |    |
| 6.  | Колет Бесон (2)                                                         |    | ж | 1970.    | 400 м            |   |   |   | 6  |
| 7.  | Силвијан Телије (3)                                                     |    | ж | 1971.    | 60 м             |   |   |   | 1  |
| 8.  | Жак Боксберже                                                           | м  |   | 1972.    | 1.500 м          |   |   |   |    |
| 9.  | Ги Дри (2)                                                              | м  |   | 1972.    | 50 м препоне     |   |   |   |    |
| 10. | Мишел Бење, Кристијан Марле, Клодин Мер, Никол Пани                     |    | ж | 1972.    | 4 х 1 круг       |   |   |   |    |
| 11. | Франсис Гонзалес (1)                                                    | м  |   | 1972.    | 800 м            |   |   |   |    |
| 12. | Патрик Салвадор (1) , Анде Паоли, Мишел Даш, Жил Бертул                 | м  |   | 1972.    | 4 х 2 кеуга      |   |   |   |    |
| 13. | Силвијан Телије (4)                                                     |    | ж | 1972.    | 50 м             |   |   |   |    |
| 14. | Маделен Томас, Бернадет Мартен, Нокол Дикло (2) , Колет Бесон\| (3)     |    | ж | 1972.    | 4 х 2 круга      |   |   |   | 7  |
| 15. | Франсис Гонзалес (2)                                                    | м  |   | 1973.    | 800 м            |   |   |   |    |
| 16. | Лисјен Сент Роз, Патрик Салвадор (2), Франсис Кербириу, Лионел Malingre | м  |   | 1973.    | 4 х 2 круга      |   |   |   |    |
| 17. | Колет Бесон (4) Шантал Жувом Шантал Леклерк, Никол Дикло (3)            |    | ж | 1973.    | 4 х 2 круга      |   |   |   |    |
| 18. | Жан Мишел Бело                                                          | м  |   | 1973.    | скок мотком50 м  |   |   |   |    |
| 19. | Силвијан Телије (5)                                                     |    | ж | 1973.    | 60 м             |   |   |   |    |
|     | Укупно                                                                  | 10 | 9 | 1970—73. |                  | 6 | 4 | 9 | 19 |